# Ulu Toyon
Ulu Toyon ist ein Dämonenkönig aus dem Glauben der sibirischen Jakuten und herrscht über die Abaasy. Demnach lebt Ulu Toyon im dritten Himmel und gab einst den Menschen das Geheimnis des Feuers.